# Idiotes
Idiotes (ἰδιώτης lm. ἰδιῶται) – termin wywodzący się z języka starogreckiego, używany do określenia postawy osoby skupionej na swoim prywatnym życiu, w opozycji do społeczności; przeciwieństwo polites.

## Charakterystyka
Słowo wywodzi się od określeń: idion (to, co prywatne), idios (własny, swoisty, prywatny).
Cechą życia społecznego starożytnych Greków była silnie akcentowana wspólnotowość, a w jej ramach szczególnie podkreślano równość. Jej osiągnięcie było możliwe jedynie wśród polites, zaś wycofanie się do życia prywatnego oznaczało wręcz utratę pełni człowieczeństwa i możliwości pełnego rozwoju. Sytuacja ta powodowała, że daną jednostkę w takich okolicznościach traktowano jako upośledzoną w kontekście braku jej aktywności w życiu społeczno-publicznym.
Wskazuje się, że może być też tłumaczone jako „niespecjalista” bądź „ignorant”.